# Whitley City (Kentucky)
Whitley City es un lugar designado por el censo ubicado en el condado de McCreary en el estado estadounidense de Kentucky. En el Censo de 2010 tenía una población de 1170 habitantes y una densidad poblacional de 195,05 personas por km².

## Geografía
Whitley City se encuentra ubicado en las coordenadas 36°43′43″N 84°28′35″O / 36.72861, -84.47639. Según la Oficina del Censo de los Estados Unidos, Whitley City tiene una superficie total de 6 km², de la cual 5.98 km² corresponden a tierra firme y (0.39%) 0.02 km² es agua.

## Demografía
Según el censo de 2010, había 1170 personas residiendo en Whitley City. La densidad de población era de 195,05 hab./km². De los 1170 habitantes, Whitley City estaba compuesto por el 97.44% blancos, el 0.17% eran afroamericanos, el 0.94% eran amerindios, el 0.17% eran asiáticos, el 0% eran isleños del Pacífico, el 0.26% eran de otras razas y el 1.03% pertenecían a dos o más razas. Del total de la población el 0.85% eran hispanos o latinos de cualquier raza.